# Pravopis hrvatskoga jezika
O pravopisu na hrvatskoj Wikipediji možete pročitati na stranici Wikipedija:Pravopis.
Na stranici pravopisna pitanja više se ne mogu postavljati nova pitanja, ali se ondje mogu pronaći brojni korisni odgovori i savjeti.

## Povijest hrvatskih pravopisa
U predstandardizacijsko vrijeme hrvatskoga jezika objavljeno je više hrvatskih pravopisnih djela, a prvo je ono Rajmunda Džamanjića iz 1639. godine koje spominje Tomo Maretić u svojoj Istoriji hrvatskoga pravopisa latinskijem slovima iz 1889. godine, zadnje je ono Josipa Partaša iz 1850. godine. Na osnovama Gajeve i Vukove reforme, te Kušarova Nauka o pravopisu jezika hrvackoga ili srpskoga izdaje Ivan Broz 1892. godine svoj Hrvatski pravopis, kojim se pravopis hrvatskoga jezika vraća fonološkoj praksi nakon kraćeg Gajevog izleta s morfonološkim pravopisom. Pogrešno je hrvatski pravopis smatrati jednoznačno fonološkim, shvatio je to još Ivan Broz u njegovu se pravopisu naime morfonološko načelo redovito provodi na granicama riječi, d ne prelazi u t ispred s i š, ali i ispred c, č i ć u riječima nadcestar i nadčovječni. Broz izdaje godinu kasnije (1893.) drugo izdanje svoga pravopisa i umire te iste godine u 42. godini života. Uz manja dotjeravanja Hrvatski pravopis sad autora I. Broz (postumno) i Dragutina Boranića doživljava još četiri izdanja: 1904., 1906., 1911. i 1915. godine. Nakon Prvoga svjetskoga rata Hrvati ulaze sa Srbima i Slovencima u novu državu te novi pravopis sad ima jednog autora (D. Boranić) te novo ime: Pravopis hrvatskoga ili srpskoga jezika, te doživljava 11 izdanja od 1921. do 1951. godine. Ministarstvo prosvjete Kraljevine SHS objavljuje 1929. godine Pravopisno uputstvo za sve osnovne, srednje i stručne škole Kraljevine S.H.S. kojim se žele ukloniti razlike između Boranićeva pravopisa i Belićeva Pravopisa srpskohrvatskoga jezika objavljenoga u Beogradu 1923. godine, tako da se kao zajednička rješenja prihvate riječi i pravila iz Belićeva srpskog pravopisa. Kako se u Kraljevini (od 1931.) Jugoslaviji dio knjiga u nakladi HSS-a tiskao pisan morfonološkim pravopisom, nakon kraćeg vremena izvjesnog ujednačavanja pravopisa (u predstandardno doba postojale su četiri grafije (ili pet): slavonska, kajkavska, dubrovačka i čakavska) na dva, većinski Broz/Boranićev i manjinski morfonološki, sad opet imamo tri pravopisa, dva fonološka i jedan morfonološki. Osnivanjem Banovine Hrvatske vraća se raniji Boranićev pravopis. NDH je jezična pitanja regulirala zakonima, vratila je morfonološki pravopis i 1942. godine objavljen je pregled pravopisnih pravila Koriensko pisanje A. B. Klaića te 1944. godine potpun Hrvatski pravopis autora F. Cipre i A. B. Klaića. Kraj Drugoga svjetskoga rata donosi nove promjene, vraća se Boranićev pravopis koji dobiva zadnja dva izdanja (1947. i 1951. godine) te 6 godina nakon Novosadskog dogovora 1960. godine izlazi Pravopis hrvatskosrpskog književnog jezika u Zagrebu ijekavicom na latinici, u Beogradu Pravopis srpskohrvatskog književnog jezika ekavicom na ćirilici, u izdanju Matice hrvatske i Matice srpske. Novosadski dogovor pretvorio se u sredstvo za opravdavanje jezične neravnopravnosti i za nametanje srpskog književnog jezika ekavskog tipa. Toj izjavi prethodi Deklaracija o nazivu i položaju hrvatskog književnog jezika te je Matica hrvatska potaknula izradu novog pravopisa koji su radili Stjepan Babić, Božidar Finka i Milan Moguš. Njihov je pravopis u listopadu 1971. dobio pozitivne ocjene recenzenata Ljudevita Jonkea i Radoslava Katičića te je mjesec dana kasnije (u studenome 1971.) dobio preporuku obaju ocjenitelja za objavu, no umjesto objave već tiskani arci završili su tvornici papira kao stari papir, uvezano je 600 primjeraka s naznakom "samo za internu uporabu" pa je objavljen 1972. i 1984. u Londonu i stoga je dobio ime Londonac. Kako je pravopis iz 1960. odbačen, nastali pravopisni vakuum po direktivama drugova iz SKH (iz Republičkog komiteta za prosvjetu, kulturu fizičku i tehničku kulturu, Komisije CK SKH za idejni i teorijski rad i novoosnovane Komisije za jezična pitanja) trebali su otkloniti "marksistički orijentirani lingvisti" Vladimir Anić i Josip Silić. Njihovo djelo pod nazivom "Pravopisni priručnik hrvatskoga ili srpskoga jezika" objavljeno je 1986. godine, i u Hrvatskoj je uglavno dobro primljen, iako se radi o nekoj vrsti bastarda između Novosadskog pravopisa i Hrvatskog pravopisa (Broz/Boranić/Londonca). U neovisnoj Hrvatskoj izlazi 1990. pretisak Londonca te izdanje Hrvatskog pravopisa iz 1994. godine istih autora (Babić, Finka, Moguš) dobiva odobrenje za školsku uporabu Ministarstva kulture i prosvjete. Hrvatski školski pravopis izlazi 2005. godine te dobiva preporuku kojom se odobrava za školsku uporabu, slijede drugo, treće i četvrto izdanje 2008., 2009. i 2012. godine koja sva osim preporuke Ministarstva na prvoj stranici nose podnaslov "usklađen sa zaključcima Vijeća za normu hrvatskoga standardnog jezika". Anićev i Silićev Pravopis hrvatskoga jezika ponovno je otisnut 2001. godine koji nije bitnije odstupio od svog prethodnika; Matica hrvatska objavljuje 2007. godine svoj Hrvatski pravopis autora Badurine, Markovića i Mićanovića (2008. drugo izdanje) te su time na tržištu tri pravopisa. Iako je jedan od njih službeni, ponavlja se situacija slična onoj od prije 80-ak godina u kojoj postoje tri fonološka pravopisa te malobrojni zagovornici morfonološkog pravopisa. U ožujku 2013. najavljen je i novi pravopis Instituta za hrvatski jezik i jezikoslovlje.
Na poticaj ravnatelja Željka Jozića Institut za hrvatski jezik i jezikoslovlje objavio je na mrežnoj stranici pravopis.hr 27. lipnja 2013. godine potpuno besplatan i trajno javno dostupan Hrvatski pravopis koji je izrađen u toj znanstvenoj instituciji. Na taj je način prekinuto dugogodišnje nejedinstvo hrvatskoga pravopisanja jer je Hrvatski pravopis IHJJ-a pravopis koji je objedinio razne hrvatske pravopisne kodifikacije te je usvojen na Znanstvenome vijeću Instituta, a 15. travnja 2013. upućen je u jednomjesečnu javnu raspravu. U javnu raspravu uključilo se više od 400 stručnjaka i govornika hrvatskoga jezika, a nakon što je Uredništvo neke primjedbe potpuno, a neke djelomično uvažilo, konačna inačica usvojena je na sjednici Znanstvenoga vijeća Instituta 4. lipnja 2013. godine. Hrvatski pravopis Instituta objavljen je u studenome 2013. godine i kao tiskano izdanje.

## Slovopis
Slovopis (grafija) je sustav slova kojima se bilježe glasovi nekog jezika. Pismo kojim se služi hrvatski jezik je latinica koja se ponešto razlikuje od tog pisma u drugim jezicima, hrvatska abeceda zove se još i gajica po Ljudevitu Gaju. Posebnost hrvatskoga jezika su slova č, ć, š, ž, đ, dž, lj i nj. Prvih pet slova odgovaraju načelu »jedan fonem-jedan grafem«, slova dž, lj i nj su digrafi. Osim 30 slova hrvatske abecede u pisanju tuđih imena i riječi ili u znanosti (matematici, fizici) rabe se slova koja ne pripadaju hrvatskoj latinici x, y, w, q i ina.

## Velika i mala slova

### Ljudska imena i nadimci
Sva osobna imena i prezimena - veliko. Stjepan Radić, Ivan Krstitelj Tkalčić, Gaj Julije Cezar 

Sve umanjenice osobnih imena - veliko. Tomo, Katica, Pero 

Uobičajeni osobni nadimci - veliko. Seka, Beli, Koko, Žućko 

Ako se neka riječ uvijek stavlja uz određenog čovjeka kao dio njegova imena, i ona počinje velikim slovom. Ivan Grozni, Crni Petar, Karlo Veliki 

Ako je ime ušlo u opću uporabu kao marka, mjera i slično, ono počinje malim slovom. mercedes, paskal, rengen
Ta vlastita imena koja su postala apelativima, nazivaju se eponimi. To su riječi poput gore navedenih - mercedes, paskal, zatim sendvič (lord Sandwich), giljotina (Guillotin), silueta (Sillhouette), sadizam (de Sade), mazohizam (Masoch), nikotin (Nicotine), spunerizam (Spooner), kvisling (Quisling), marmelada (Marmelade), huligan (Hooligan), žilet (Gillette), šovinist (Chauvin)... Dakle, svi su nekoć bili vlastita imena. Tu ulaze i imena proizvoda - kalodont, digitron, eurokrem (uglavnom u razgovornom jeziku), ali i andol, aspirin... A "mjeru" smo oduvijek imali, ona nije eponim.

### Titule
Titule se pišu malim slovom. kralj Tomislav, sveti Stjepan, profesor Jurić, doktor Margetić
"titule" poput sir, don, lord, lady, fra... One se pišu malim slovom, ali se, za razliku od ovih gornjih, NE sklanjaju. Dakle, ne možete reći - nema dona Juana, pravilno je samo - nema don Juana. Ili - prilazim siru Richardu, ne, prilazite samo sir Richardu.

### Bog i ostala nadnaravna bića
Bog - ovisi o kontekstu. 
Na primjer, možete napisati sve je gotovo, Bogu hvala i sve je gotovo, bogu hvala, ovisno o tome želite li naglasiti da zahvaljujete Bogu (prvi primjer) ili da samo koristite poštapalicu koja ništa ne znači (drugi primjer). 

Ako koristite riječ Bog kao ime određenog božanstva, pišete veliko. Oprostit će ti Bog. Vjerovali su da nad svime vlada Bog. Sam Bog ga je spasio. Bog dao Bog uzeo.

Ali ako je to neodređena oznaka, piše se malo. Vjerovali su da nad svime vlada neki bog. 

Ako pišete o bogu koji ima određeno ime ili o bogovima u množini, pišete malo. bog Jupiter, božica Atena, rimski bogovi 

Ako se umjesto imena određenog boga, svetinje ili nadnaravnog bića koristi neka druga uobičajena riječ, pišete sve veliko. Gospodin, Spasitelj, Mesija, Blažena Djevica Marija, Gospa Međugorska, Majka Božja, Najdivniji, Gromovnik, Jaganjac Božji, u ime Oca i Sina i Duha Svetoga, Princ Tame 

Napomena: Riječ sveti se piše malo kad govorite o svecu. Ova crkva je posvećena svetom Franji. Međutim, ako ime sveca pišete kao oznaku blagdana ili crkve, sveti je veliko. Rodio se na Svetu Katarinu. Najveća katolička crkva je Sveti Petar u Rimu. 

### Opći pojmovi
Ako želite jako istaknuti neki opći pojam, možete ga pisati veliko. Nad cijelim svijetom vlada Sreća. U njemu se probudilo iskonsko Zlo.

### Životinje
Kao i kod ljudi, osobna imena životinja počinju velikim slovom. Kleopatra, Reks... što god vam padne na pamet 

Pazite: sva imena pasmina počinju malim slovom. čivava, dalmatinac, sijamska mačka 

### Pripadnici naroda, regija i gradova
Velikim početnim slovom pišu se pripadnici:

kontinenata, Amerikanka, Afrikanac, Azijatkinja, Australac (NE Australijanac!) 

država i naroda, Hrvatica, Danac, Bolivijka, Egipćanin, Nijemac (ali Njemica)

regija i otoka, Međimurac, Rabljanka, Provansalka, Bavarac 

gradova i sela, Zagrepčanka, Varaždinac, Grožnjanka, Njujorčanin (ili Newyorčanin)

### Zemljopis
Kontinenti 

Kontinenti počinju velikim slovom. Europa, Australija, Sjeverna Amerika 

Države 

Sve riječi u imenu država počinju velikim slovom, osim veznika. Narodna Republika Kina, Papua Nova Gvineja, Bosna i Hercegovina 

Područja unutar državâ 

Ako je samo jedna riječ, onda prvo slovo veliko. Baranja, Flandrija, Štajerska 

Ako ima više riječi, SAMO prva riječ počinje velikim slovom. Bliski istok, Srednji zapad (u SAD), Gorski kotar 

Napomena: Katkad se piše na dva načina, ovisno o tome želite li reći da je nešto prihvaćeno ime regije ili samo zemljopisna orijentacija. Na primjer, pišete "Srednja Europa" ako pod time mislite na skup zemalja ili regija koje nisu vezane samo zemljopisno nego i npr. kulturno ili politički. Ako želite istaknuti samo zemljopisnu lokaciju bez obzira na tradiciju, možete pisati "srednja Europa" (tj. sredina Europe). 

Priroda: planine, otoci, polja, šume, mora, rijeke, planeti, zviježđa itd. 

Samo se prva riječ piše veliko, a sve druge se pišu malo. Samoborsko gorje, Dugi otok, Krbavsko polje, Postojnska jama, Plitvička jezera, Jadransko more, Tihi ocean, Mars, Zemlja, Sunce, Sunčev sustav, Mliječna staza 

Napomena: Ako ne želite naglasiti da je u pitanju nebesko tijelo, onda sunce, mjesec i zemlja pišete malo. Ogrijalo me sunce. Nad morem se digao mjesec. Stojim s obje noge na zemlji.

### Gradovi i ulice
Svaka riječ u imenu bilo kojeg grada ili sela počinje velikim slovom. "Duga Resa, Novi Vinodolski". Ovo pravilo ne vrijedi samo za prijedloge (Severin na Kupi; Sveti Petar u Šumi) i veznike (Sv. Filip i Jakov);. 

Imena ulica i ostalih dijelova grada ili sela pišu se po načelu: prva riječ veliko, ostale riječi malo (ako nisu osobna imena). Maksimir, Kaptol, Dolac, Gundulićeva ulica, Cvjetni trg, Trg bana Josipa Jelačića, Trg žrtava fašizma, Nova cesta, Gornji grad, Trg Petra Krešimira Četvrtog

### Blagdani
Svi blagdani pišu se po načelu: prva riječ veliko, ostale riječi malo. Božić, Uskrs, Nova godina, Tri kralja, Kurban bajram, Dan državnosti, Dan domovinske zahvalnosti.

### Ustanove i udruge
Uvijek prvo slovo ide veliko, a ostala malo (ako nisu imena). Savez samostalnih sindikata Hrvatske, Turistička zajednica grada Splita, Filozofski fakultet u Zagrebu, Hrvatski sabor 

Kad se ustanove spominju općenito, onda je sve malo. Upisat ću se u neki savez sindikata. Idemo naći turističku zajednicu ovog grada. 

Napomena: Riječ vlada se piše malo u hrvatska vlada, a ako stoji sama za sebe, može i veliko i malo, kako hoćete. 

### Crkve
- Crkva se piše malo kada se radi o zgradi ili organizaciji općenito. Idem u crkvu. U pravoslavlju ima 15 autokefalnih crkava.
- Naziv pojedine crkve kao građevine se prvo slovo piše malo: crkva svetog Ante (Sveti Ante je kratica za Crkva svetog Ante ili blagdan, a sveti Ante je svetac), Katolička crkva.[13][14][15]
- Sama riječ crkva piše se veliko ako je skraćenica za pojedinu crkvu ili Crkvu kao cjelokupni Božji narod. Krist je osnovao Crkvu. Na čelu Crkve stoji rimski biskup.

### Razdoblja, događaji i pokreti
To su opće imenice, pa se sve riječi pišu malo (ako nisu imena). antika, srednji vijek, renesansa, devetnaesto stoljeće, ilirski pokret, komunizam, fašizam, moderno doba 

Napomena: Ovdje je pravopis nejasan. Naime, kaže da se seljačka buna piše sve malo, dok se "jasno određeni povijesni događaji" pišu prvo veliko, npr. Prvi svjetski rat, Francuska revolucija. Teško je reći što je "jasno određen događaj". 

## Riječi iz stranih jezika

### Strana imena
Pišu se onako kako se pišu u stranim jezicima. 

Izuzetci: imena koja su pohrvaćena zbog duge uporabe. imena država, imena nekih gradova (Beč, Pariz, Rim, Firenca itd.) 

Pogledaj i točno pisanje klasičnih imena.

### Pridjevi
Posvojni se pridjevi na -ov (Markov), -ev (Marićev), -in (Anin), -ljev (Jakobljev) UVIJEK pišu velikim slovom, dok se posvojni pridjevi na -ski, -ški, -ćki, -čki (većinom ktetici) pišu MALIM slovom, fonetizirani oni ili ne.

## Razgodci ili interpunkcija

### Točka
U pismu se točka stavlja na kraju izjavne rečenice. Ne stavlja se ako rečenica završava upitnikom ili uskličnikom, kao ni iza crta ili tri točke u smislu znaka nezavršenosti. U naslovima i podnaslovima se koristi ako isti stoje jedan iza drugoga ili ako je naslov u istom redu kao i tekst.
Točka se koristi i za kratice poput: dr., itd., i sl. Stavlja se iza svih rednih brojeva, arapskih i rimskih. Točka iza rednog broja dolazi bez obzira na druge pravopisne znakove (zagrada, crtica, zarez...).

### Zarez
Zarez u pismu stavljamo na mjestu gdje bismo u govoru napravili stanku. Pišemo ga kad nešto nabrajamo, kad naknadno dodajemo (ubacujemo) rečenicu, ispred suprotnih, isključnih i zaključnih rečenica, kad se zavisna rečenica nalazi ispred glavne...

### Zarez kao desetinski znak
Snijeg visine 0,5 m (pola metra), ispred desetinskog zareza i iza njega ne dolazi razmak. Ne valja umjesto desetinskog zareza upotrebljavati točku. Zarezom se odjeljuju i milijuni, a tisuće točkom, sve bez razmaka među njima: Hrvatska prema popisu 2001. ima 4,437.460 stanovnika. Kako taj način nije pregledan, a pogotovo ako brojka prelazi milijune, bolje je takve brojeve pisati bjelinama umjesto zareza i točke: 4 437 460.
- 8000 (osam tisuća - bez točke ili bjeline)
- 30 000; 30.000 (trideset tisuća)
- 500 000; 500.000 (petsto tisuća)
- 9 000 000; 9,000.000 (devet milijuna)
- 4 000 000 000; 4.000,000.000 (četiri milijarde)[17]

### Točka-zarez
Stavi je kad u jednu rečenicu želiš strpati ono što inače ide u dvije. Neki kažu da je bolje živjeti na moru; ipak, ja više volim Zagreb. 

On može tu biti i zbog labave zavisnosti, a i ponekad zbog isticanja. Koristi se kad je točka preoštra stanka, a zarez preblaga. Dakle, sve ovisi o samom jezičnom i književnom osjećaju pojedinca.

### Upitnik-uskličnik
Dolazi kad nešto pitaš i pritom želiš naglasiti svoj šok, nevjericu, uzbuđenje itd. Pazi, UVIJEK je upitnik-uskličnik, NIKAD nije uskličnik-upitnik. Otkud vam to?! Nisam to učinio. - Nisi?!

## Godine i desetljeća
Redne godine pišu se s točkom: 1963. (tisuću devetsto šezdeset i treća) 

Desetljeća se pišu s crticom i bez točke: 1960-e (tisuću devetsto šezdesete) 

Osim toga, nastavak za desetljeća (-e) se deklinira:
1960-e (nominativ, akuzativ, vokativ) Znaš, 1960-e su bile divlje godine.
1960-ih (genitiv) Družili smo se 1960-ih, a onda rastali.
1960-ima (ili 1960-im godinama) (dativ, lokativ, instrumental) Pisao sam o 1960-ima za diplomski.
Napomena: Ovaj članak nije enciklopedijski članak u užem smislu. Svrha je ovog članka isključivo praktična, te on sadrži sažetak nekih pravopisnih pravila. Ova se pravila uglavnom oslanjaju na pravopis Stjepana Babića, Božidara Finke i Milana Moguša.

## Vanjske poveznice
- Koriensko pisanje  Arhivirana inačica izvorne stranice od 9. travnja 2011. (Wayback Machine), niz tekstova iz 1941. i 1942. godine
- Hrvatski pravopisi  Arhivirana inačica izvorne stranice od 2. travnja 2008. (Wayback Machine)
- Priopćenja Vijeća za normu hrvatskoga standardnog jezika